# Battaglia di Tonomoto
La battaglia di Tonomoto (長浜の戦い?, Nagahama no tatakai), nota oggi come battaglia di Nagahama, venne combattuta nel 1560 nell'isola di Shikoku.
Nel maggio 1560 Chōsokabe Kunichika assediò e conquistò il castello di Nagahama dal clan Motoyama. Come conseguenza Motoyama Shigetoki partì dal castello di Asakura con 2 500 uomini per riprendersi il castello. Kunichika lo intercettò al comando di 1 000 soldati vicino al castello di Nagahama. La battaglia viene ricordata per essere stata la prima di Chōsokabe Motochika, il quale combatté con coraggio impressionando il padre e i suoi servitori. Shigetoki venne completamente sconfitto, e si barricò al castello di Urado, dove Kunichika lo mise sotto assedio.